# Freziera grisebachii
Freziera grisebachii là một loài thực vật có hoa trong họ Pentaphylacaceae. Loài này được Krug & Urb. mô tả khoa học đầu tiên năm 1896.